# Barnerstücker See
Der Barnerstücker See oder auch Barner Stücker See ist ein See auf dem Gemeindegebiet von Klein Trebbow im Landkreis Nordwestmecklenburg in Mecklenburg-Vorpommern.
Der See hat eine Fläche von etwa zehn Hektar, eine Länge von 680 Metern und ist maximal 220 Meter breit und wird vom Aubach durchflossen. Weitere Zuflüsse sind der Kleine Aubach und ein Graben aus dem Kirchstücker See. Es existiert ein teilweise breiter Schilfgürtel um den See. Nach dem Trophiesystem wird das Gewässer polytroph eingestuft. Um 1990 verlagerte sich die Biomasseproduktion im sehr flachen und nährstoffreichen See von flächendeckendem See- und Teichrosenbewuchs hin zu massenhaftem Algenwachstum.
Der See ist von einem örtlichen Anglerverband gepachtet. Es kommen Aale, Barsche, Hechte, Karpfen, Plötze und Schleie vor.